# Chenoanas
Chenoanas — викопний рід гусеподібних птахів родини Качкові (Anatidae), що існував у Східній Азії в міоцен, 16-12 млн років тому. Викопні рештки Chenoanas знайдено у Монголії. Морфологічно рід є проміжним між сучасними родами Chenonetta і Tachyeres.

## Види
- Chenoanas asiatica, Zelenkov et al., 2018[1]
- Chenoanas deserta, Zelenkov, 2012
- Chenoanas sansaniensis, (Milne-Edwards, 1867)[1]